# Una squillo per l'ispettore Klute
Una squillo per l'ispettore Klute (Klute) è un film del 1971 diretto da Alan J. Pakula e interpretato da Jane Fonda e Donald Sutherland.
È il primo film della cosiddetta "trilogia della paranoia" del regista statunitense, che proseguirà con Perché un assassinio del 1974 e Tutti gli uomini del presidente del 1976.
Alla sua uscita fu un grande successo di pubblico e ricevette buone recensioni soprattutto grazie all'interpretazione di Jane Fonda, che vinse il suo primo Oscar come miglior attrice protagonista per il ruolo della squillo Bree Daniels, oltre a consolidare la reputazione di Pakula come regista di primo piano.

## Trama
Incaricato di indagare sulla scomparsa di Tom Gruneman, dirigente di un'azienda della Pennsylvania, l'ispettore John Klute riesce a risalire a Bree Daniels, una squillo di New York, attraverso una lettera che la vittima aveva lasciato sulla sua scrivania. Bree introduce il provinciale detective nel mondo della prostituzione newyorkese, in cui alcune ragazze sono state assassinate da uno sconosciuto maniaco, ma ben presto il rapporto di collaborazione fra i due si trasforma in una relazione sentimentale. Quando il misterioso assassino prende di mira la sua protetta, Klute non esita a intervenire con coraggio e a salvarla da una morte certa.

## Produzione
Prima di iniziare la lavorazione del film, Alan J. Pakula rivide molti film di Alfred Hitchcock dai quali cercò di trarre ispirazione, in particolare Notorious - L'amante perduta, L'altro uomo e Psyco. In seguito il regista ha dichiarato che all'inizio aveva intenzione di «esplorare il personaggio di Klute in modo più approfondito», ma mentre lavorava per ridurre la lunga sceneggiatura si ritrovò ad eliminare diverse scene del detective e ad amplificare la vita interiore di Bree. Nel 1976 ha inoltre affermato che la sceneggiatura si concludeva con Klute e Bree che camminano per strada felici e che acconsentì a cambiare il finale dopo che Jane Fonda si era rifiutata di girarlo.

### Cast
Il ruolo di Bree fu affidato a Jane Fonda dopo che era stato rifiutato da Barbra Streisand.
In un'intervista del 2005 Jane Fonda ha parlato dell'impatto che il ruolo di Bree ebbe su di lei all'epoca e di una scena in particolare, quella finale in cui realizza che Peter Cable ha intenzione di ucciderla: «Prima di quella scena avevo chiesto ad Alan di farmi andare all'obitorio di New York. La polizia mi mostrò centinaia di dossier di donne picchiate a morte da clienti, mariti, fidanzati. Sapevo della violenza contro le donne ma non avevo realizzato... Adesso questa cosa era reale, aveva un volto. E quella scena... decisi di non prepararla. Ho difficoltà a recitare la paura, quindi semplicemente ascoltai... mi sentii così triste per tutte noi, per le donne, così vulnerabili alla rabbia assurda degli uomini che sembrava inevitabile che venissimo tutte picchiate a sangue e uccise e stava per succedere a me, e cominciai a piangere... Quando la scena finì sapevo qualcosa di nuovo su me stessa come attrice. Sapevo che il mio nuovo attivismo e femminismo avrebbero migliorato la mia recitazione, perché ora vedevo le cose non solo in termini molto ristretti, individuali, un po' freudiani, ma in un modo molto più ampio e sociale che sarebbe diventato più profondo e avrebbe arricchito il mio talento».
Jane Fonda era così sicura di essere inadatta per la parte che all'inizio era decisa a rinunciare. Come ha affermato nella sua autobiografia My Life So Far del 1985, nelle settimane prima dell'inizio della produzione trascorse a New York otto notti con truffatori, tenutarie, ragazze squillo e prostitute di strada: «Non avevo l'aspetto che avrei dovuto perché ero appena stata Barbarella e ora avevo questa corta acconciatura castana che sarebbe diventata famosa in Klute... per tutto il tempo andavo in questi locali notturni e nessun magnaccia mi veniva a prendere. Nemmeno un occhiolino. Non sapevano chi fossi, quindi mi sono detta che ero sbagliata per la parte, semplicemente non avevo quello che serviva. Così ho pregato Alan Pakula di licenziarmi... gli ho dato una lista di attrici a cominciare da Faye Dunaway e gli ho detto "Dovrebbe farlo lei". Lui ha riso e alla fine l'ho fatto io».
Inizialmente Pakula temeva che l'attrice, in quel periodo molto concentrata sulla politica, sarebbe stata distratta sul set, ma si rese presto conto che non c'era motivo di preoccuparsi. «Poteva trascorrere il tempo facendo infinite telefonate, raccogliendo fondi, qualunque cosa e sembrare totalmente disinteressata al film», affermò il regista, «ma quando dicevi "Siamo pronti per te, Jane", lei diceva "Va bene, dammi qualche minuto", stava in silenzio per tre minuti, si concentrava e poi era completamente nel film, e non esisteva nient'altro».
Una squillo per l'ispettore Klute segnò il debutto degli attori Charles Cioffi e Rosalind Cash, che lo stesso anno girò anche 1975: Occhi bianchi sul pianeta Terra.
Nel film compaiono tra gli altri Jean Stapleton (la segretaria di Goldfarb), nota soprattutto per il ruolo di Edith Bunker nella serie tv Arcibaldo e, non accreditati, l'attore pornografico Harry Reems, Candy Darling, celebre star della Factory di Andy Warhol (entrambi presenti nella scena della discoteca) e Veronica Hamel (una modella), nota in seguito come l'avvocato Joyce Davenport nel telefilm Hill Street giorno e notte.

### Riprese
Il film fu girato nell'estate del 1970 a New York, prevalentemente nel quartiere di Hell's Kitchen a Manhattan oltre che negli studi della Filmways, Inc. a East Harlem. La scena della discoteca venne girata nel nightclub The Sanctuary, in passato chiesa luterana e oggi sede del Westside Theatre.

## Colonna sonora
La colonna sonora composta da Michael Small è stata pubblicata su CD nel 2006 dalla britannica Harkit Records. Nel 2007 è uscita in un'edizione limitata inclusa nella serie Silver Age Classics della rivista online Film Score Monthly, nella quale sono presenti anche le musiche composte da David Shire per Tutti gli uomini del presidente. Una selezione di brani è stata pubblicata nel 2015 in un EP distribuito su vinile sempre dalla Harkit Records.

### Tracce
- Edizione Harkit Records 2006 (CD)

1. The Tape - Main Title – 2:06
2. Rooftop Intruder – 3:13
3. Love Theme – 1:30
4. Goldfarb's Fantasy – 4:27
5. Checking Leads – 1:24
6. Lounge Music – 2:09

1. Old Friends – 0:34
2. Bree's Abandon (Take It Higher) – 3:15
3. Street Market/Love Scene – 1:19
4. Club Scene – 2:56
5. The Watcher – 0:34
6. Love Montage – 1:29

1. Alone In the Night – 1:12
2. Bree Flees John – 2:15
3. Righteous – 3:03
4. Waiting In the Loft – 1:17
5. Cable's End – 0:48
6. Leaving the City - End Title – 3:48

- Edizione Film Score Monthly 2007 (CD)

1. Love Theme From Klute – 3:44
2. Main Title – 2:03
3. I Want to Speak to You – 3:04
4. Phone Call Play Back – 0:42
5. Walk to Casting Office – 0:32
6. Casting Office – 3:11
7. Goldfarb's Record – 4:16
8. Cable After Goldfarb – 0:19
9. On the Roof – 3:11
10. Cable's First Office – 2:07

1. Tea With Madame – 1:28
2. First Disco – 2:55
3. Skylight – 0:28
4. Search for Arlyn Page – 1:19
5. Drive From Arlyn's – 0:31
6. Ligourin's Disco – 3:12
7. Moonwall – 0:49
8. Nightmare – 1:25
9. Takes Care of Me – 1:15
10. Dead Arlyn – 0:37

1. Hand on Fence – 0:33
2. Fruitmarket – 1:27
3. Down Building – 1:09
4. Helicopter – 0:22
5. Bree Followed on Street – 2:15
6. Cable in Loft – 1:30
7. Down the Alley – 1:17
8. Final Flight – 0:47
9. End Title – 1:10

- Edizione Harkit Records 2015 (EP)

Lato A
1. The Tape (Main Title) – 2:02
2. Love Theme – 1:26
3. Rooftop Intruder – 3:09

Lato B
1. Club Scene – 2:52
2. Bree's Abandon (Take It Higher) – 3.11[10]

## Distribuzione
La première si tenne il 23 giugno 1971 a New York e Los Angeles e il film fu distribuito nelle sale due giorni dopo.

### Date di uscita
- 25 giugno 1971 negli Stati Uniti (Klute) e in Canada (Klute)
- 9 settembre in Italia (Una squillo per l'ispettore Klute)
- 7 ottobre nel Regno Unito (Klute) e in Argentina (El pasado me condena)
- 16 ottobre in Giappone (Call Girl)
- 29 ottobre in Finlandia (Klute - rikosetsivä)
- 1º novembre in Danimarca (Klute)
- 11 novembre in Norvegia (Klute)
- 12 novembre in Germania Ovest (Klute)
- 15 novembre in Svezia (Klute - En smart snut)

- 15 dicembre in Australia (Klute)
- 16 dicembre a Hong Kong (Klute)
- 12 gennaio 1972 in Francia (Klute)
- 9 marzo nei Paesi Bassi (Klute)
- 6 aprile in Belgio (Inspecteur Klute)
- 7 aprile in Irlanda (Klute)
- 25 settembre in Spagna (Klute)
- 5 marzo 1974 in Germania Est (Klute)
- 14 settembre in Portogallo (Klute)

### Edizioni home video
Il film è stato distribuito in DVD nel 2002 dalla Warner Home Video, con alcuni extra tra cui il documentario Klute in New York: A Background for Suspense girato durante le riprese, e in Blu-ray nel 2019 dalla Criterion Collection, in un'edizione restaurata in 4K che includeva anche interviste a Jane Fonda, Alan J. Pakula e Charles Cioffi.

## Accoglienza

### Incassi
Negli Stati Uniti il film incassò complessivamente 12,5 milioni di dollari.

### Critica
Il sito Rotten Tomatoes riporta il 93% di recensioni professionali con giudizio positivo e il seguente consenso critico: «Donald Sutherland è freddamente maestoso e Jane Fonda è una forza della natura in Klute, un thriller tagliente e intelligente che genera la sua tensione più angosciante dalle battute delle sue star». Il sito Metacritic assegna al film un punteggio di 81 su 100 basato su 15 recensioni, indicando un "consenso unanime".
Alla sua uscita il film ottenne recensioni miste, ma la critica fu unanime nel riconoscere la grande interpretazione di Jane Fonda. Il Los Angeles Times la giudicò «una delle migliori attrici in circolazione» e il Los Angeles Herald Examiner suggerì che «per una tale performance andrebbe inventata una nuova definizione». La critica Pauline Kael definì Bree Daniels «uno dei personaggi femminili più forti ad apparire sullo schermo» e osservò che «sebbene ci siano state innumerevoli prostitute nei film, questo è forse il primo grande tentativo di trasformare la moderna comprensione clinica in comprensione umana e significato drammatico».
Roger Ebert scrisse sul Chicago Sun-Times: «Klute non ci spaventa in modo molto soddisfacente... il regista è Alan J. Pakula, la cui preoccupazione è fin troppo la trama e si intromette nell'insolita e interessante relazione tra Bree e Klute... Con Fonda e Sutherland abbiamo attori che comprendono ed empatizzano con i loro personaggi... il fatto che il thriller non funzioni sempre non è così importante». Jay Cocks giudicò il film su Time «un thriller intenso e brillante» che «trova un equilibrio a volte riuscito, a volte tenue tra diversione ricca di suspense e melodramma romantico».
Molly Haskell di The Village Voice scrisse che Pakula aveva usato «la suspense nel modo in cui alcuni usano la musica, come atmosfera di sottofondo», mentre la rivista Variety definì il film «abilmente prodotto ma noiosamente diretto», riconoscendo come unico elemento degno di nota la performance di Jane Fonda: «Alla fine, e non troppo tardi, c'è qualcosa di fantastico che esce dallo schermo».

## Riconoscimenti
(Jane Fonda durante la consegna del premio Oscar alla miglior attrice protagonista.)
- 1972 – Premio Oscar
  - Miglior attrice protagonista a Jane Fonda
  - Candidatura alla migliore sceneggiatura originale a Andy Lewis e David E. Lewis
- 1972 – Golden Globe
  - Miglior attrice in un film drammatico a Jane Fonda
  - Candidatura alla migliore sceneggiatura a Andy Lewis e David E. Lewis
- 1972 – British Academy Film Awards
  - Candidatura alla miglior attrice protagonista a Jane Fonda
- 1971 – New York Film Critics Circle Awards
  - Miglior attrice protagonista a Jane Fonda
- 1972 – Writers Guild of America Award
  - Candidatura alla migliore sceneggiatura originale a Andy Lewis e David E. Lewis

- 1971 – NAACP Image Award
  - Miglior attore in un film a Donald Sutherland
  - Miglior attrice in un film a Jane Fonda
- 1971 – National Society of Film Critics Awards
  - Miglior attrice a Jane Fonda
- 1971 – Kansas City Film Critics Circle Awards
  - Miglior attrice a Jane Fonda
- 1972 – Edgar Award
  - Candidatura alla migliore sceneggiatura a Andy Lewis e David E. Lewis
- 1973 – Fotogrammi d'argento
  - Miglior interprete cinematografico straniero a Jane Fonda